# 通巴登區
7°01′30″S 78°44′21″W / 7.0250°S 78.7391°W
通巴登區（西班牙語：Distrito de Tumbaden），是秘魯的一個區，位於該國北部卡哈馬卡大區的聖巴勃羅省，始建於1981年12月11日，面積264.4平方公里，海拔高度3,075米，2005年人口3,904，人口密度每平方公里15人。